# Báb (Eslováquia)
Báb é um município da Eslováquia, situado no distrito de Nitra, na região de Nitra. Tem 20,09 km² de área e sua população em 2018 foi estimada em 1.110 habitantes.

## Demografia
| Ano:        | 1994 | 2004   | 2014    | 2024    |
| ----------- | ---- | ------ | ------- | ------- |
| Broj ljudi: | 970  | 960    | 1093    | 1238    |
| Razlika:    |      | -1,03% | +13,85% | +13,26% |

| Ano:               | 2023 | 2024   |
| ------------------ | ---- | ------ |
| Número de pessoas: | 1243 | 1238   |
| Diferença:         |      | -0,40% |